# Edward B. Garrison
Edward B. Garrison (Chicago, 1900 – 1981) è stato uno storico dell'arte statunitense specialista della pittura italiana del XIII secolo.

## Biografia
Attivo in Italia per gran parte della sua vita partecipò alla stesura del V volume del Corpus of florentine painting (1943-45) con Richard Offner. Successivamente stese altre importanti opere per la comprensione dell'arte medievale italiana. Tra queste Italian romanesque panel painting: an illustrated index del 1949 e Studies in the history of medieval italian painting, andato alle stampe in due volumi nel 1955. Dal 1979 fu membro onorario del Courtauld Institute of Art di Londra, a cui lasciò il suo materiale di ricerca e la sua fototeca.